# Hernán Díaz (fotógrafo)
Hernán Díaz (Ibagué, Colombia; 1931-Bogotá; 30 de noviembre de 2009) fue un fotógrafo colombiano, reconocido como uno de los más representativos del siglo  XX en el país.

## Trayectoria
En 1954 inició sus estudios en The Photographers School, en Westport (Connecticut). Durante la década de 1960, sus libros ilustrados y fotografías circularon en revistas prestigiosas de América Latina y Estados Unidos: trabajó para Life y Time, y para el periódico The Christian Science Monitor. En Colombia, su trabajo tuvo difusión a través de las revistas Cromos (tuvo una sección semanal titulada Encuentros con Hernán Díaz), Credencial y Semana.
Su trabajo como fotógrafo tuvo un impulso especial a partir de la crítica de arte colombo-argentina Marta Traba, quien a finales de la década de 1950 lo impulsó junto con otros artistas modernos como Fernando Botero, Alejandro Obregón, Enrique Grau, Guillermo Wiedemann, Eduardo Ramírez Villamizar y Édgar Negret.
En 1963 publicó, en colaboración con Marta Traba, su libro titulado Seis artistas contemporáneos colombianos. Y después, publicó Cartagena morena (1972); Diario de una devastación (1979); Las fronteras azules de Colombia (1982); Casa de huéspedes ilustres de Colombia (1985); Cartagena de siempre (1992) y Retratos (1993).
Falleció como consecuencia de una enfermedad pulmonar a la edad de 78 años, en Bogotá (Colombia) el 30 de noviembre de 2009.

## Museos
Algunas impresiones fotográficas de sus obras se conservan en instituciones como el Museo de Arte de la Universidad Nacional de Colombia, el Museo de Arte Moderno de Bogotá y el Museo Nacional de Colombia.